# Reade Peak
Der Reade Peak ist ein 1060 m hoher Berg an der Danco-Küste des westantarktischen Grahamlands. Er ragt 1,5 km südlich des Sonia Point und der Flandernbucht auf.
Der Falkland Islands Dependencies Survey kartierte ihn anhand von Luftaufnahmen der Hunting Aerosurveys Ltd. aus den Jahren von 1956 bis 1957. Das UK Antarctic Place-Names Committee benannte ihn 1960 nach Joseph Bancroft Reade (1801–1870), einem britischen Fotografiepionier, der 1837 Lichtbilder auf mit Silbernitrat beschichtetem, mit Gallensäure entwickeltem und mit Natriumdithionat fixiertem Papier hergestellt hatte. 